# Distretto di Hocalar
Il distretto di Hocalar (in turco Hocalar ilçesi) è uno dei distretti della provincia di Afyonkarahisar, in Turchia.